# بخش دباگار
بخش دباگار (به انگلیسی: Debagarh district) یک بخش در هند است که در اودیسا واقع شده‌است. بخش دباگار ۲٬۷۸۱٫۶۶ کیلومتر مربع مساحت و ۳۱۲٬۱۶۴ نفر جمعیت دارد.